# Miya Records
Miya Records ist ein Unternehmen mit Sitz in Taiwan, das unlizenzierte CDs und DVDs, sogenannte Bootlegs, von populären japanischen Künstlern (z. B. Ayumi Hamasaki) weltweit vertreibt. Außerdem werden von Miya Records auch Spiele sowie Anime-Soundtracks ohne Lizenz der Original-Labels reproduziert.
Die CDs und DVDs selbst sehen oft dem Original sehr ähnlich, sind aber anhand der fehlenden Regionsbeschränkungen bei DVDs sowie dem schwarzen Logo und den Serienkennzeichnungen MICA (für Soundtracks), MICP (für J-Pop-CDs) und MIDP (für DVDs) leicht zu erkennen. Außerdem sind sie bei näherer Betrachtung von minderer Qualität. Meist werden diese Schwarzkopien in den USA und auch Europa über Online-Auktionsseiten wie ebay oder Yahoo-Auctions verkauft.
Andere solche Bootleg-Unternehmen, die sich auf japanische CDs, vor allem wiederum auf Anime-Soundtracks spezialisiert haben, sind SonMay Records, Alion oder EverAnime.